# لوكاس وولف (لاعب كرة قدم)
لوكاس وولف (بالألمانية: Lucas Wolf) هو لاعب كرة قدم ألماني، ولد في 28 أغسطس 2001.

## وصلات خارجية
- لوكاس وولف (لاعب كرة قدم) على موقع قاعدة بيانات كرة القدم.إي يو (الإنجليزية)
- لوكاس وولف (لاعب كرة قدم) على موقع عالم كرة القدم.نت (الإنجليزية)